# Vlagyimir Vasziljevics Granat
Vlagyimir Vasziljevics Granat (oroszul:  Владимир Васильевич Гранат; Ulan-Ude, Szovjetunió, 1987. május 22. –) orosz labdarúgó, aki jelenleg a Gyinamo Moszkvában játszik hátvédként. Az orosz válogatott tagjaként ott volt a 2012-es Európa-bajnokságon, valamint a 2014-es világbajnokságon.

## Pályafutása
Granat szülővárosa csapatában, a Lokomotyiv Ulan-Udéban kezdett el futballozni, majd a Zvezda Irkutszk akadémiájára került. 2004-ben mutatkozott be az első csapatban. 2005-ben leigazolta a Gyinamo Moszkva eleinte kevés játéklehetőséget kapott, ezért 2006-ban kölcsönadták a Szibir Novoszibirszknek. Visszatérése után fontos tagjává vált a Gyinamónak.

## Válogatott
Granat bekerült az orosz válogatott 2012-es Európa-bajnokságra utazó keretébe anélkül, hogy korábban egyetlen mérkőzésen is pályára lépett volna a csapatban. A tornán sem kapott játéklehetőséget.

## Fordítás
- Ez a szócikk részben vagy egészben  a   Vladimir Granat című angol Wikipédia-szócikk fordításán alapul.  Az eredeti cikk szerkesztőit annak laptörténete sorolja fel. Ez a jelzés csupán a megfogalmazás eredetét és a szerzői jogokat jelzi, nem szolgál a cikkben szereplő információk forrásmegjelöléseként.

## Külső hivatkozások
- Adatlapja a TransferMarkt.de-n